# Веньцюань
Веньцюань (кит.: 温泉; піньїнь: Wēnquán; Вейд-Джайлз: Wen-ch'üan, у перекладі «теплі джерела») — невелике поселення в повіті Голмуд провінції Цинхай, Китай. Побудоване в 1955 році на національному шосе Китаю 109 з Цінхаю в Тибет. Як зазначає Книга рекордів Гіннеса, поселення знаходиться на висоті 5019 метрів над рівнем моря.
Знаходиться на північ від перевалу Тангла.